# 甲屋敷古墳
甲屋敷古墳（こうやしきこふん）とは、愛知県小牧市にある古墳時代の古墳である。小木古墳群の1つ。

## 概要
3世紀末～4世紀頃に築造されたと推定される。古墳の3分の2はすでに失われてる。昭和初期の土取作業宙に、古墳内から多量の赤い顔料と三角縁神獣鏡が出土した。1975年（昭和50年）の小牧市市史編纂調査により、埋葬主体の一部が発見された。1978年（昭和53年）3月25日、三角縁神獣鏡が小牧市の有形文化財に指定される。1992年（平成4年）8月15日、古墳が小牧市の史跡に指定された。

## 出土品
- 三角縁神獣鏡 - 直径は20.8cmで、古墳時代に日本国内で製造されたと考えられている[2]。現在、小牧市歴史館に保存・展示されている[2]。
- 赤い顔料

## 所在地
愛知県小牧市小木2丁目474番地1号

## 交通手段
- 名鉄バスの小木停留所下車、徒歩3分。